# Achyranthes oleracea
Achyranthes oleracea är en amarantväxtart som beskrevs av Karl Suessenguth. Achyranthes oleracea ingår i släktet Achyranthes och familjen amarantväxter. Inga underarter finns listade i Catalogue of Life.